# Hitman : Tueur à gages
Hitman : Tueur à gages (Hitman: Codename 47) est un jeu vidéo d'infiltration, développé par IO Interactive, et sorti en 2000 sur PC. Le jeu met en scène 47, un mystérieux tueur à gages, et constitue le premier opus de la série Hitman.

## Résumé
Le jeu démarre lorsque 47 est réveillé en sursaut par une voix familière qui s'adresse à lui à travers un système de haut-parleurs. Frappé d'amnésie et enfermé dans une chambre capitonnée, 47 ne sait pas qui il est ni où il est. Après avoir déverrouillé sa cellule, la voix guide 47 pour l'aider à s'évader du mystérieux bâtiment. Pendant son évasion, encouragé par la voix, 47 s'aperçoit vite de ses talents de tueur en éliminant froidement tous les gardes sur son passage.
Dans l'année qui suit, 47 entre en tant que tueur à gages au service de l'ICA, une mystérieuse agence de mercenaires. Informé à distance par Diana Burnwood, son seul contact avec l'ICA, 47 accomplit une série de contrats dans le monde pour éliminer plusieurs criminels internationaux. Lee Hong, le dirigeant d'une puissante triade hong-kongaise, Pablo Ochoa, un seigneur de la drogue colombien, Frantz Fuchs, un dangereux terroriste autrichien et Boris, alias Arkadij Jegorov, un trafiquant d'armes notoire. Malgré leurs profils très différents, des lettres retrouvées sur les cadavres de ces hommes laissent à penser qu’ils se connaissent.
Les quatre cibles éliminées, Diana Burnwood informe 47 qu'elle vient de découvrir que tous ses contrats provenaient en réalité d'un seul et même client. Celui-ci désire que 47 parte éliminer le docteur Odon Kovacs qui se trouve dans un asile en Roumanie. En réalité, cet asile n'est autre que le mystérieux bâtiment dont 47 s'est évadé au début du jeu et le contrat en question se retrouve vite être un guet-apens. À peine sur les lieux, 47 se retrouve acculé par les forces de police qui envahissent le bâtiment, l'obligeant à se réfugier dans les sous-sols secrets de l'asile.
Les sous-sols se révèlent être le lieu d'expériences interdites sur le clonage où 47 rencontre finalement la mystérieuse personne qui l'a aidé à s'évader et qui a commandité tous ces meurtres à travers l'ICA, le docteur Ort-Meyer. 47 est en fait un clone qui a été composé à partir de l'ADN des quatre criminels qu'il a tués et de celui d'Ort-Meyer. Principal créateur de 47, Ort-Meyer s'est servi de lui pour supprimer ses anciens camarades devenus trop encombrants. Maintenant que 47 a fini son travail, Ort-Meyer désire se réapproprier sa création.
Dans le laboratoire, 47 découvre qu'il existe des dizaines d'autres clones conçus par Ort-Meyer, d'apparence identique, mais sans la moindre once d'humanité, ce qui les rend plus dociles mais aussi plus imparfaits que 47. Ort-Meyer envoie sa toute dernière série de clones (dont no 48 le « loyal and trusting clone » de classe 1, série 4 comme 47) éliminer 47 mais celui-ci s'en débarrasse successivement. Finalement, malgré ses phrases sur l'amour paternel, Ort-Meyer meurt à son tour des mains de 47.

## Liste des missions
Hong Kong : 
1. Guerres des triades à Kowloon
2. Embuscade au resto Wang fu
3. Massacre au resto Cheung Chau
4. Assassinat de Lee Hong

 Colombie : 
1. À la quête de la tribu d'U'wa Armes
2. Le dieu de la jungle
3. Un petit bonjour à un petit ami

 Hongrie : Thalassothérapie hongroise
 Pays-Bas : 
1. Au paradis des trafiquants d'armes
2. Plutonium en folie

 Roumanie : 
1. L'asile
2. Vous avez un frère.

## Personnages
- 47 est le protagoniste du jeu. Il est un tueur à gages qui travaille pour l'ICA, une organisation clandestine de mercenaires. Complètement amnésique, 47 a oublié tout son passé depuis son évasion d'un mystérieux complexe mais il possède des aptitudes exceptionnelles dans le maniement des armes et l'infiltration. 47 a été surnommé ainsi car il porte un étrange tatouage en forme de code-barres sur sa nuque (640509-040147). Physiquement, 47 est un homme chauve à la peau pâle et au regard froid, habituellement vêtu d'un complet italien. Il semble avoir une quarantaine d'années.
- Diana Burnwood est l'agent de liaison entre 47 et l'ICA. Elle communique avec 47 uniquement par mail et n'est donc jamais aperçu physiquement. Son rôle est d'informer 47 sur ses contrats, de lui acheter l'équipement qu'il désire, et de le payer.

## Système de jeu

Interface du jeu.

Le joueur contrôle 47 à la troisième personne et doit accomplir une succession de contrat pour le compte de l'ICA. Avant chaque mission, le joueur est mis au courant par Diana Burnwood et choisit l'équipement qu'il désire utiliser. Chaque mission propose un choix d'armes plus ou moins large, certaines armes n'étant spécifiques qu'à une seule mission. L'arme de base de 47 est la corde à piano qui permet d'étrangler les personnes de dos, à laquelle vient s'ajouter des armes de poing avec ou sans silencieux, des fusils de précision, des fusils d'assaut et des fusils à pompe. La mission consiste généralement à éliminer une ou plusieurs personnes mais des objectifs annexes sont parfois demandés, comme voler un objet. À la fin de chaque niveau, un salaire est reversé à 47 qui lui permet d'acheter son équipement pour la mission suivante. La mort d'un civil entraine un malus dans le versement du salaire et si le malus est plus important que le salaire de départ, la mission est un échec même si les objectifs ont été remplis.
47 peut courir, interagir avec le décor, utiliser une arme, mais ne peut pas sauter ou grimper un mur sauf si un script a été prévu à cet effet. Les cadavres peuvent être déplacés afin d'être dissimulés et éviter ainsi d'alerter les ennemis.
Les personnes à abattre sont toujours bien protégées et se trouvent dans des zones d'accès restreint, mais chaque niveau propose une ou plusieurs manières de remplir ses objectifs. Pour avancer dans les zones protégées, 47 peut revêtir les vêtements des personnes qu'il assassine. Ainsi, la méthode de 47 n'est généralement pas de se faufiler dans l'ombre de ses ennemis, mais plutôt de se fondre parmi eux pour agir en toute discrétion et sans être soupçonné. Lorsque la cible est assassinée, le joueur doit parvenir à s'enfuir en atteignant l'une des sorties du niveau.
Si Hitman: Tueur à gages insiste sur le côté discret et invisible de 47 durant la moitié du jeu. Il en va tout autrement pour certaines missions qui ne peuvent s'effectuer sans fusillades. Le jeu bascule alors plus vers le style d'un jeu de tir à la troisième personne.

## Développement
Pendant cinq ans, IO Interactive développe un moteur graphique, nommé Glacier Engine, qui est utilisé pour la première fois dans le jeu. Le moteur intègre notamment la physique ragdoll qui permet une animation réaliste des corps inanimés. Le 1er octobre 2000, à la suite d'une erreur, le site EBWorld annonce aux clients qui avait pré-commandé le jeu que celui-ci est annulé, l'information est rapidement reprise sur le net jusqu'à ce qu'Eidos Interactive la démente dès le lendemain.
Pour le personnage principal, le studio danois IO Interactive recherchait un personnage un peu plus sombre que ceux des jeux vidéo existants. En s'inspirant de nombreuses références comme le cinéma hongkongais ou les comics, l'équipe eut l'idée provocante de permettre d'incarner un assassin.
Selon le lead designer Jacob Andersen, 47 était initialement chevelu, puis a porté un moment des lunettes hi-tech, avant de devenir le tueur chauve du jeu. Le corps et le visage de 47 ont été modélisés d'après David Bateson, celui-ci prête également sa voix à 47 dans la version originale de tous les jeux.
Selon le game director Rasmus Højengaard, l'idée du clone se développa en même temps que le jeu. L'équipe trouvait plus intéressant que 47 ne possède aucune racine : en faisant de 47 un clone, sa personnalité et son destin se retrouvait entre les mains de ses créateurs génétiques qui pouvait faire de lui l'assassin ultime.

## Accueil

### Réception critique
| Publication                         | Note    |
| ----------------------------------- | ------- |
| EUR IGN                             | 7.5/10  |
| AN GameSpot                         | 5.2/10  |
| FRGamekult                          | 7/10    |
| FRJeuxvideo.com                     | 15/20   |
| FRPC Jeux                           | 86 %    |
| Compilations de plusieurs critiques |         |
| GameRankings                        | 74,43 % |
| Metacritic                          | 73 %    |

Les critiques ont été très mitigées à la sortie du jeu, considérant globalement que le jeu possède un fort potentiel mal exploité. PC Jeux parle de « chef-d'œuvre inachevé ». Les graphismes sont généralement salués comme Joystick qui les décrits comme « la grande réussite du jeu », même si certains jugent la qualité inégale en fonction des missions.
Joystick reproche un scénario linéaire, malgré la liberté d'action apparente : « le gros du jeu consiste à retrouver la séquence d'action que l'on attend de nous. ».
La possibilité de se travestir est « le point fort du jeu » pour PC Jeux. Toutefois, le magazine déplore qu'il soit impossible de sauter ce qui peut provoquer des blocages. La récupération des munitions sur les corps est très souvent définie comme problématique, prenant un temps « qui paraîtrait normal dans la réalité mais très long dans un jeu vidéo », en partie à cause du fait qu'armes et munitions ne peuvent être désolidarisées, « il n'est pas rare de transporter une demi-douzaine de Uzis quasiment déchargés ».
Le système de sauvegarde est très critiqué, la mort du personnage impliquant de revenir à une zone de sauvegarde automatique ou de recommencer le niveau, même si PC Jeux remarque que cela permet d'améliorer la durée de vie « d'un jeu finalement assez court ».
La presse déplore surtout l'inégalité entre les missions. PC Jeux décrit la partie du jeu dans la jungle comme « franchement ennuyeuse », « avancer, se planquer derrière les arbres, tirer : le thème du jeu mérite tout de même mieux ». À l'inverse, le magazine trouve les missions en milieu urbain « nettement plus passionnant, avec trois ou quatre missions inoubliables ».

### Publicité
La publicité du jeu a été portée par le slogan « Tuer est son mode de vie ». Sur la pochette du jeu on peut voir 47, le héros du jeu avec un fusil de précision (un Blaser Jager - R93) entre les mains.

## Postérité
Malgré de nombreux défauts de gameplay reprochés par la presse, Hitman a su séduire les joueurs et imposer son genre. En 2012, quatre suites ont déjà vu le jour. Ces suites ont préféré supprimer les passages de gunfight obligés pour se concentrer sur le côté infiltration.

## Annexe